# Neoscona alberti
Neoscona alberti är en spindelart som först beskrevs av Embrik Strand 1913.  Neoscona alberti ingår i släktet Neoscona och familjen hjulspindlar. Inga underarter finns listade i Catalogue of Life.